# S&P/TSX
L'indice composé S&P/TSX (S&P/TSX Composite Index en anglais), appelé souvent simplement S&P/TSX, est l'indice boursier principal mesurant la performance de la bourse de Toronto (TSX).

## Corrélation avec les autres bourses
Les performances annuelles de l'indice S&P/TSX se sont rapprochées de celles du Dow Jones, du DAX, du CAC 40 et du Footsie, les grands marchés boursiers étant de plus en plus dépendants les uns des autres depuis une quinzaine d'années.

## Le nom de l'indice
Dans le nom de l'indice, S&P provient de Standard & Poor's, qui est le nom de la compagnie qui gère l'indice et TSX provient de Toronto Stock Exchange qui est le nom anglais de la bourse de Toronto.

## Le calcul de l’indice
Le S&P/TSX est calculé en additionnant la capitalisation boursière d’un grand nombre d’entreprises cotées sur la bourse de Toronto puis en divisant le résultat par un nombre constant pour ramener l’indice à une valeur dans les milliers. Par exemple, le 10 juillet 2008, la valeur de l’indice était de 13 709.10. Le 6 juin 2008, l'indice atteint un record en touchant 15 154,77 points en cours de séance malgré une clôture à un niveau un peu plus bas à la fin de la journée.
En décembre 2009, le nombre d’entreprises incluses dans le calcul de l’indice était de 211.
La capitalisation boursière d'une entreprise incluse dans le calcul de l’indice est limitée au flottant de l’entreprise, c’est-à-dire à la partie de l’entreprise effectivement susceptible d’être échangée en bourse, ce qui exclut les blocs de plus de 20 % d'actions détenus par un organisme ou par un groupe d’organismes liés. On dit que des organismes sont liés lorsque l’un d’eux peut influer sur les décisions d’un autre, par exemple un holding peut influer sur les décisions de ses filiales.
L'ancien record de clôture remontait au 18 juin 2008 où le S&P/TSX terminait sa journée à 15 073,13 points. Fait intéressant, à cause de la chute vertigineuse des marchés boursiers mondiaux en 2008, il a fallu attendre six ans, jour pour jour, avant de revenir à ces niveaux. C'est à un autre 18 juin, mais 2014, que le S&P/TSX clôturait plus haut que son ancien record, soit à 15 109,25 points.

## Les sous-indices basés sur la capitalisation
L’indice S&P/TSX se décompose en trois sous-indices importants :
- l'indice S&P/TSX 60 mesurant la performance boursière des grandes entreprises de la bourse de Toronto. Cet indice est basé sur 60 entreprises de grande capitalisation inscrites à la bourse de Toronto et est calculé comme l’indice S&P/TSX.
- l'indice des titres à moyenne capitalisation S&P/TSX, aussi appelé simplement le S&P/TSX moyenne capitalisation (S&P/TSX 60 MidCap Index en anglais) mesurant la performance boursière des moyennes entreprises de la bourse de Toronto. Cet indice est basé sur 60 entreprises de moyenne capitalisation inscrites à la bourse de Toronto et est calculé comme l’indice S&P/TSX.
- l'indice des titres à petite capitalisation S&P/TSX, aussi appelé simplement le S&P/TSX petite capitalisation (S&P/TSX SmallCap Index en anglais) mesurant la performance boursière des petites entreprises de la bourse de Toronto. Cet indice est basé sur un certain nombre d’entreprises de petite capitalisation inscrites à la bourse de Toronto et est calculé comme l’indice S&P/TSX. En mai 2006, 158 petites entreprises étaient incluses dans le calcul de cet indice.

Toutes les entreprises utilisées dans le calcul de l’indice S&P/TSX sont utilisées dans le calcul de l’un des sous-indices précédents.

## Les sous-indices sectoriels
L’indice S&P/TSX se décompose aussi en sous-indices sectoriels regroupant des entreprises ayant des caractéristiques semblables. Les indices sectoriels sont :
- l’indice plafonné de la consommation discrétionnaire ;
- l’indice plafonné des biens de consommation de base ;
- l’indice plafonné des métaux et minéraux diversifiés ;
- l’indice plafonné de l’énergie ;
- l’indice plafonné de la finance ;
- l’indice plafonné aurifère ;
- l’indice plafonné de la santé ;
- l’indice plafonné de l’industrie ;
- l’indice plafonné des services de technologies de l’information ;
- l’indice plafonné des matériaux ;
- l’indice plafonné de l’immobilier ;
- l’indice plafonné des télécommunications ;
- l’indice plafonné des services aux collectivités.

Les indices plafonnés sont calculés comme l’indice S&P/TSX sauf que la capitalisation boursière d’une entreprise d’un secteur est plafonnée à 25 % de l’ensemble du secteur pour qu’une entreprise n’ait pas un poids trop important dans le calcul de l’indice.

## Constituants
(mars 2017).
Composition : 21 mars 2013
| Symbole      | Entreprise                                                       | Secteur                       |
| ------------ | ---------------------------------------------------------------- | ----------------------------- |
| TSX : AAV    | Advantage Oil & Gas                                              | Énergie                       |
| TSX : ABX    | Barrick Gold                                                     | Matériaux                     |
| TSX : ACM.A  | Astral Media                                                     | Consommation Cyclique         |
| TSX : ACO.X  | Atco                                                             | Utilitaires                   |
| TSX : AEM    | Agnico-Eagle                                                     | Matériaux                     |
| TSX : AGF.B  | La Société de Gestion AGF                                        | Finance                       |
| TSX : AGI    | Alamos Gold                                                      | Matériaux                     |
| TSX : AGU    | Agrium                                                           | Matériaux                     |
| TSX : AIM    | Aimia                                                            | Consommation Cyclique         |
| TSX : ALA    | AltaGas                                                          | Énergie                       |
| TSX : AP.UN  | Allied Properties Real Estate Investment Trust                   | Finance                       |
| TSX : AQN    | Algonquin Power & Utilities                                      | Utilitaires                   |
| TSX : AR     | Argonaut Gold                                                    | Matériaux                     |
| TSX : ARE    | Groupe Aecon                                                     | Industries                    |
| TSX : ARX    | ARC Resources                                                    | Énergie                       |
| TSX : ARZ    | Mines Aurizon                                                    | Matériaux                     |
| TSX : ASR    | Alacer Gold                                                      | Matériaux                     |
| TSX : ATD.B  | Alimentation Couche-Tard                                         | Consommation de Base          |
| TSX : ATH    | Athabaska Oil                                                    | Énergie                       |
| TSX : ATP    | Atlantic Power                                                   | Utilitaires                   |
| TSX : AUQ    | AuRico Gold                                                      | Matériaux                     |
| TSX : AX.UN  | Artis Real Estate Investment Trust                               | Finance                       |
| TSX : BA     | Bell Aliant                                                      | Télécommunications            |
| TSX : BAA    | Banro                                                            | Matériaux                     |
| TSX : BAM.A  | Brookfield Asset Management                                      | Finance                       |
| TSX : BB     | BlackBerry                                                       | Technologies de l'Information |
| TSX : BBD.B  | Bombardier                                                       | Industries                    |
| TSX : BCB    | Cott                                                             | Consommation de Base          |
| TSX : BCE    | Bell Canada                                                      | Télécommunications            |
| TSX : BDI    | Black Diamond Group                                              | Industries                    |
| TSX : BEI.UN | Boardwalk Real Estate Investment Trust                           | Finance                       |
| TSX : BIN    | Progressive Waste Solutions                                      | Industries                    |
| TSX : BIR    | Birchcliff Energy                                                | Énergie                       |
| TSX : BMO    | Banque de Montréal                                               | Finance                       |
| TSX : BNE    | Bonterra Energy                                                  | Énergie                       |
| TSX : BNK    | Bankers Petroleum                                                | Énergie                       |
| TSX : BNP    | Bonavista Energy                                                 | Énergie                       |
| TSX : BNS    | Banque Scotia                                                    | Finance                       |
| TSX : BPO    | Brookfield Office Properties                                     | Finance                       |
| TSX : BTE    | Baytex Energy                                                    | Énergie                       |
| TSX : BTO    | B2Gold                                                           | Matériaux                     |
| TSX : CAE    | CAE                                                              | Industries                    |
| TSX : CAR.UN | Fonds de placement immobilier d'immeubles résidentiels Canadien  | Finance                       |
| TSX : CCA    | Cogeco Câble                                                     | Consommation Cyclique         |
| TSX : CCL.B  | CCL Industries                                                   | Matériaux                     |
| TSX : CCO    | Cameco                                                           | Énergie                       |
| TSX : CCT    | Catamaran                                                        | Santé                         |
| TSX : CFP    | Canfor                                                           | Matériaux                     |
| TSX : CFW    | Calfrac Well Services                                            | Énergie                       |
| TSX : CG     | Centerra Gold                                                    | Matériaux                     |
| TSX : CGG    | China Gold International Resources                               | Matériaux                     |
| TSX : CGX    | Cineplex Divertissement                                          | Consommation Cyclique         |
| TSX : CHR.B  | Chorus Aviation                                                  | Industries                    |
| TSX : CIX    | CI Financial                                                     | Finance                       |
| TSX : CJR.B  | Corus Entertainment                                              | Consommation Cyclique         |
| TSX : CLS    | Celestica                                                        | Technologies de l'Information |
| TSX : CM     | Banque canadienne impériale de commerce                          | Finance                       |
| TSX : CNQ    | Canadian Natural Resources                                       | Énergie                       |
| TSX : CNR    | Canadien National                                                | Industries                    |
| TSX : COS    | Canadian Oil Sands                                               | Énergie                       |
| TSX : CP     | Canadien Pacifique                                               | Industries                    |
| TSX : CPG    | Crescent Point Energy                                            | Énergie                       |
| TSX : CPX    | Capital Power                                                    | Utilitaires                   |
| TSX : CR     | Crew Energy                                                      | Énergie                       |
| TSX : CRR.UN | Fonds de placement immobilier Crombie                            | Finance                       |
| TSX : CS     | Capstone Mining                                                  | Matériaux                     |
| TSX : CSH.UN | Chartwell Retirement Residences                                  | Finance                       |
| TSX : CSU    | Constellation Software                                           | Technologies de l'Information |
| TSX : CTC.A  | Canadian Tire                                                    | Consommation Cyclique         |
| TSX : CU     | Canadian Utilities                                               | Utilitaires                   |
| TSX : CUF.UN | Fonds de placement immobilier Cominar                            | Finance                       |
| TSX : CUS    | Canexus                                                          | Matériaux                     |
| TSX : CVE    | Cenovus Energy                                                   | Énergie                       |
| TSX : CWB    | Canadian Western Bank                                            | Finance                       |
| TSX : CWT.UN | Calloway Real Estate Investment Trust                            | Finance                       |
| TSX : D.UN   | Fiducie de placement immobilier Dundee                           | Finance                       |
| TSX : DC.A   | Dundee                                                           | Finance                       |
| TSX : DGC    | Detour Gold                                                      | Matériaux                     |
| TSX : DH     | Société Davis + Henderson                                        | Finance                       |
| TSX : DII.B  | Les Industries Dorel                                             | Consommation Cyclique         |
| TSX : DOL    | Dollarama                                                        | Consommation Cyclique         |
| TSX : DPM    | Dundee Precious Metals                                           | Matériaux                     |
| TSX : ECA    | Encana                                                           | Énergie                       |
| TSX : EDR    | Endeavour Silver                                                 | Matériaux                     |
| TSX : EFN    | Element Financial                                                | Finance                       |
| TSX : EFX    | Enerflex                                                         | Énergie                       |
| TSX : ELD    | Eldorado Gold                                                    | Matériaux                     |
| TSX : EMA    | Emera                                                            | Utilitaires                   |
| TSX : EMP.A  | Empire Company                                                   | Consommation de Base          |
| TSX : ENB    | Enbridge                                                         | Énergie                       |
| TSX : ENF    | Enbridge Income Fund Holdings                                    | Énergie                       |
| TSX : ERF    | Enerplus                                                         | Énergie                       |
| TSX : ESI    | Ensign Energy Services                                           | Énergie                       |
| TSX : EXE    | Extendicare                                                      | Santé                         |
| TSX : FCR    | First Capital Realty                                             | Finance                       |
| TSX : FFH    | Fairfax Financial Holdings                                       | Finance                       |
| TSX : FM     | First Quantum Minerals                                           | Matériaux                     |
| TSX : FNV    | Franco-Nevada Corporation                                        | Matériaux                     |
| TSX : FR     | First Majestic Silver                                            | Matériaux                     |
| TSX : FRU    | Freehold Royalties                                               | Énergie                       |
| TSX : FSV    | FirstService                                                     | Finance                       |
| TSX : FTS    | Fortis                                                           | Utilitaires                   |
| TSX : FTT    | Finning International                                            | Industries                    |
| TSX : FVI    | Fortuna Silver Mines                                             | Matériaux                     |
| TSX : G      | Goldcorp                                                         | Matériaux                     |
| TSX : GBU    | Gabriel Resources                                                | Matériaux                     |
| TSX : GEI    | Gibson Energy                                                    | Énergie                       |
| TSX : GIB.A  | CGI                                                              | Technologies de l'Information |
| TSX : GIL    | Gildan                                                           | Consommation Cyclique         |
| TSX : GNV    | Genivar                                                          | Industries                    |
| TSX : GRT.UN | Granite Real Estate Investment Trust                             | Finance                       |
| TSX : GWO    | Great-West Lifeco                                                | Finance                       |
| TSX : HBM    | HudBay Minerals                                                  | Matériaux                     |
| TSX : HCG    | Home Capital Group                                               | Finance                       |
| TSX : HR.UN  | Fonds de placement immobilier H&R                                | Finance                       |
| TSX : HSE    | Husky Energy                                                     | Énergie                       |
| TSX : HW     | Harry Winston Diamond                                            | Matériaux                     |
| TSX : IAG    | Industrielle Alliance, Assurance et services financiers          | Finance                       |
| TSX : IFC    | Intact Corporation financière                                    | Finance                       |
| TSX : IGM    | Société financière IGM                                           | Finance                       |
| TSX : IMG    | Iamgold                                                          | Matériaux                     |
| TSX : IMN    | Inmet Mining                                                     | Matériaux                     |
| TSX : IMO    | L'Impériale Esso                                                 | Énergie                       |
| TSX : IPL.UN | Inter Pipeline Fund                                              | Énergie                       |
| TSX : JE     | Just Energy Group                                                | Utilitaires                   |
| TSX : K      | Kinross Gold                                                     | Matériaux                     |
| TSX : KEY    | Keyera                                                           | Énergie                       |
| TSX : KGI    | Kirkland Lake Gold                                               | Matériaux                     |
| TSX : L      | Loblaw                                                           | Consommation de Base          |
| TSX : LB     | Banque Laurentienne                                              | Finance                       |
| TSX : LEG    | Legacy Oil + Gas                                                 | Énergie                       |
| TSX : LIF    | Labrador Iron Ore Royalty                                        | Matériaux                     |
| TSX : LNR    | Linamar                                                          | Consommation Cyclique         |
| TSX : LUN    | Lundin Mining                                                    | Matériaux                     |
| TSX : MBT    | Manitoba Telecom Services                                        | Télécommunications            |
| TSX : MDA    | MacDonald, Dettwiler and Associates                              | Technologies de l'Information |
| TSX : MDI    | Group Forage Major Drilling Group International[réf. nécessaire] | Matériaux                     |
| TSX : MEG    | MEG Energy                                                       | Énergie                       |
| TSX : MFC    | Financière Manuvie                                               | Finance                       |
| TSX : MFI    | Maple Leaf Foods                                                 | Consommation de Base          |
| TSX : MG     | Magna International                                              | Consommation Cyclique         |
| TSX : MIC    | Genworth MI Canada                                               | Finance                       |
| TSX : MRE    | Martinrea International                                          | Consommation Cyclique         |
| TSX : MRU    | Metro                                                            | Consommation de Base          |
| TSX : MSI    | Morneau Shepell Inc.                                             | Technologies de l'Information |
| TSX : MTL    | Mullen Group                                                     | Énergie                       |
| TSX : MX     | Methanex                                                         | Matériaux                     |
| TSX : NA     | Banque nationale du Canada                                       | Finance                       |
| TSX : NG     | NovaGold Resources                                               | Matériaux                     |
| TSX : NGD    | New Gold                                                         | Matériaux                     |
| TSX : NKO    | Niko Resources                                                   | Énergie                       |
| TSX : NPI    | Northland Power                                                  | Utilitaires                   |
| TSX : NPR.UN | Northern Property Real Estate Investment Trust                   | Finance                       |
| TSX : NSU    | Nevsun Resources                                                 | Matériaux                     |
| TSX : NWC    | The North West Company                                           | Consommation de Base          |
| TSX : OCX    | Onex Corporation                                                 | Finance                       |
| TSX : OGC    | OceanaGold                                                       | Matériaux                     |
| TSX : OSK    | Corporation minière Osisko                                       | Matériaux                     |
| TSX : OTC    | OpenText                                                         | Technologies de l'Information |
| TSX : PAA    | Pan American Silver                                              | Matériaux                     |
| TSX : PBN    | PetroBakken Energy                                               | Énergie                       |
| TSX : PD     | Precision Drilling                                               | Énergie                       |
| TSX : PEY    | Peyto Exploration & Development                                  | Énergie                       |
| TSX : PG     | Premier Gold Mines                                               | Matériaux                     |
| TSX : PGF    | Pengrowth Energy                                                 | Énergie                       |
| TSX : PJC.A  | Groupe Jean Coutu                                                | Consommation de Base          |
| TSX : PKI    | Parkland Fuel                                                    | Énergie                       |
| TSX : PMG    | Petrominerales                                                   | Énergie                       |
| TSX : PMZ.UN | Primaris Retail Real Estate Investment Trust                     | Finance                       |
| TSX : POT    | Potash Corporation of Saskatchewan                               | Matériaux                     |
| TSX : POU    | Paramount Resources                                              | Énergie                       |
| TSX : POW    | Power Corporation du Canada                                      | Finance                       |
| TSX : PPL    | Pembina Pipeline                                                 | Énergie                       |
| TSX : PRE    | Pacific Rubiales Energy                                          | Énergie                       |
| TSX : PSI    | Pason Systems                                                    | Énergie                       |
| TSX : PVG    | Pretium Resources                                                | Matériaux                     |
| TSX : PWF    | Corporation financière Power                                     | Finance                       |
| TSX : PWT    | Penn West Exploration                                            | Énergie                       |
| TSX : PXX    | BlackPearl Resources                                             | Énergie                       |
| TSX : QBR.B  | Québecor                                                         | Consommation Cyclique         |
| TSX : RCI.B  | Rogers Communications                                            | Télécommunications            |
| TSX : REF.UN | Canadian Real Estate Investment Trust                            | Finance                       |
| TSX : REI.UN | RioCan Real Estate Investment Trust                              | Finance                       |
| TSX : RET.A  | Reitmans                                                         | Consommation Cyclique         |
| TSX : RIO    | Rio Alto Mining                                                  | Matériaux                     |
| TSX : RMX    | Rubicon Minerals                                                 | Matériaux                     |
| TSX : RON    | RONA                                                             | Consommation Cyclique         |
| TSX : RUS    | Métaux Russel                                                    | Industries                    |
| TSX : RY     | Banque royale du Canada                                          | Finance                       |
| TSX : S      | Sherritt International                                           | Matériaux                     |
| TSX : SAP    | Saputo                                                           | Consommation de Base          |
| TSX : SC     | Pharmaprix                                                       | Consommation de Base          |
| TSX : SCL.A  | ShawCor                                                          | Énergie                       |
| TSX : SES    | Secure Energy Services                                           | Énergie                       |
| TSX : SJR.B  | Shaw Communications                                              | Consommation Cyclique         |
| TSX : SLF    | Sun Life                                                         | Finance                       |
| TSX : SLW    | Silver Wheaton                                                   | Matériaux                     |
| TSX : SMF    | Semafo                                                           | Matériaux                     |
| TSX : SNC    | SNC-Lavalin                                                      | Industries                    |
| TSX : SPB    | Superior Plus                                                    | Industries                    |
| TSX : SSO    | Silver Standard Resources                                        | Matériaux                     |
| TSX : STN    | Stantec                                                          | Industries                    |
| TSX : SU     | Suncor                                                           | Énergie                       |
| TSX : SVM    | Silvercorp Metals Inc.                                           | Matériaux                     |
| TSX : SVY    | Savanna Energy Services                                          | Énergie                       |
| TSX : T      | Telus                                                            | Télécommunications            |
| TSX : TA     | TransAlta                                                        | Utilitaires                   |
| TSX : TCK.B  | Teck Resources                                                   | Matériaux                     |
| TSX : TCL.A  | Transcontinental                                                 | Industries                    |
| TSX : TCM    | Thompson Creek Metals Company                                    | Matériaux                     |
| TSX : TCW    | Trican Well Service                                              | Énergie                       |
| TSX : TD     | Banque Toronto-Dominion                                          | Finance                       |
| TSX : TDG    | Trinidad Drilling                                                | Énergie                       |
| TSX : TET    | Trilogy Energy                                                   | Énergie                       |
| TSX : TFI    | TransForce                                                       | Industries                    |
| TSX : TGL    | TransGlobe Energy                                                | Énergie                       |
| TSX : THI    | Tim Hortons                                                      | Consommation Cyclique         |
| TSX : THO    | Tahoe Resources                                                  | Matériaux                     |
| TSX : TIH    | Toromont Industries                                              | Industries                    |
| TSX : TKO    | Taseko Mines                                                     | Matériaux                     |
| TSX : TLM    | Talisman Energy                                                  | Énergie                       |
| TSX : TOU    | Tourmaline Oil                                                   | Énergie                       |
| TSX : TRI    | Thomson Reuters                                                  | Consommation Cyclique         |
| TSX : TRP    | TransCanada                                                      | Énergie                       |
| TSX : TRQ    | Turquoise Hill Resources                                         | Matériaux                     |
| TSX : TXG    | Torex Gold Resources                                             | Matériaux                     |
| TSX : VET    | Vermilion Energy                                                 | Énergie                       |
| TSX : VRX    | Valeant Pharmaceuticals                                          | Santé                         |
| TSX : VSN    | Veresen                                                          | Énergie                       |
| TSX : WCP    | Whitecap Resources                                               | Énergie                       |
| TSX : WEED   | Canopy Growth Corporation                                        | Santé                         |
| TSX : WFT    | West Fraser Timber                                               | Matériaux                     |
| TSX : WIN    | Wi-LAN                                                           | Technologies de l'Information |
| TSX : WJA    | WestJet Airlines                                                 | Industries                    |
| TSX : WJX    | Corporation Wajax                                                | Industries                    |
| TSX : WN     | George Weston                                                    | Consommation de Base          |
| TSX : WPT    | Westport Innovations                                             | Industries                    |
| TSX : WTE    | Westshore Terminals Investment                                   | Industries                    |
| TSX : X      | Groupe TMX                                                       | Finance                       |
| TSX : YRI    | Yamana Gold                                                      | Matériaux                     |